# トンボの国
『トンボの国』（トンボのくに）は、広島ホームテレビが制作し、1996年11月4日にテレビ朝日系列で放送された、単発スペシャルのテレビドラマである。

## キャスト
- 坂崎邦彦：永島敏行
- 坂崎則子：宮﨑淑子
- 坂崎一彦：鳥居紀彦
- 平井章一：小宮孝泰
- 藤原茂：織本順吉
- 青野光臣
- 矢野裕子
- 稲見吉修
- 友谷康貴
- 守永絵里奈
- 高下真帆
- 芸北町の皆さん

## スタッフ
- 原案：松原敏春
- 脚本・演出：牧利康（広島ホームテレビ）
- 音楽：立原摂子
- 演出助手：本橋圭太
- 制作：岩崎敬道
- ロケ協力：芸北町、広島電鉄
- 技術協力：インフ
- 美術協力：フジアール
- MA：スタジオザウルス
- プロデューサー：岩田宣芳（広島ホームテレビ）
- 制作協力：アズバーズ
- 制作・著作：広島ホームテレビ